# 山姆·詹吉
在托爾金的奇幻小說中，山姆衛斯·詹吉（Samwise Gamgee），即後世聞名的山姆衛斯·加德納（Samwise Gardner），簡稱山姆（Sam），是《魔戒三部曲》中的主角之一，佛羅多·巴金斯（Frodo Baggins）的傭人和朋友。
山姆起初只是普通的園丁，是擁有流利口才的勞動階級哈比人，他對於夏爾（Shire）以外的世界相當感興趣（受比爾博·巴金斯影響）。
山姆原本與父親哈姆法斯特·詹吉（Hamfast Gamgee）居住於夏爾袋底洞（Bag End）附近，山姆的母親是貝爾·古爾橋（Bell Goodchild），他有五名兄弟姊妹：哈姆森（Hamson）、哈佛瑞（Halfred）、黛西（Daisy）、梅（May）及馬利葛（Marigold）。

## 人物生平
為了懲罰山姆偷聽甘道夫（Gandalf）和佛羅多談論有關魔戒的危險，山姆在魔戒首部曲中成為佛羅多首個前往瑞文戴爾（Rivendell）的同伴。其後，佛羅多的表親梅里雅達克·烈酒鹿（Meriadoc Brandybuck）和皮瑞格林·圖克（Peregrin Took）亦加入隊伍。
在瑞文戴爾，山姆又偷聽愛隆會議（Council of Elrond），當他得悉佛羅多要把魔戒帶進魔多（Mordor），他拒絕離開佛羅多，也成為魔戒遠征隊（Fellowship of the Ring）的一員。旅程開始時，山姆只是負責運送物資，可是其後對佛羅多的重要性更甚於戰士。佛羅多後來決定離開魔戒遠征隊，山姆也拒絕放棄保護佛羅多的責任。雖然在表面上他是個卑微的角色，但他表現了他對佛羅多的理解。佛羅多偷偷離開魔戒遠征隊之時，山姆立刻跟隨著，堅持要陪伴佛羅多。他攜帶著大部分物資，在晚間負責看守以及將食物配額使佛羅多足以完成旅程。
而佛羅多和山姆遇見曾經擁有魔戒的咕嚕（Gollum），山姆相當討厭咕魯，並提醒佛羅多提防咕魯。當佛羅多發覺咕魯帶領他們到巨蛛屍羅（Shelob）的巢穴時，就知道山姆的懷疑是正確的。屍羅重創佛羅多，山姆拿著魔戒，打算繼續完成任務，他也因此成為其中一個魔戒擁有者。他從半獸人（Orc）夏格拉（Shagrat）口中得知佛羅多暫時昏睡，便將佛羅多從西力斯昂哥（Cirith Ungol）塔頂營救出來。山姆將魔戒交給佛羅多，使他成為第三個有能力放棄魔戒的魔戒持有者（另外兩個是比爾博·巴金斯和湯姆·龐巴迪）。
兩人繼續深入魔多，這裡缺乏食物和飲水，他們在橫過葛哥洛斯平原（Plateau Of Gorgoroth）時幾乎餓死。由於索倫的注意力被黑門的亞拉岡（Aragorn）和甘道夫吸引著，故兩人順利行經平原。
他們越深入魔多，魔戒對佛羅多的誘惑越大，佛羅多感覺被迫要戴上魔戒，山姆則協助他抵抗魔戒的誘惑。佛羅多喪失繼續前進的意志時，山姆勾起了佛羅多對家鄉的回憶，帶領佛羅多走上末日火山（Mount Doom）。這時，咕魯突然出現並襲擊他們，山姆本可殺死咕魯，但他從佛羅多身上了解魔戒持有者的痛苦，終沒有下手，使任務得以完成。咕魯奪去了佛羅多身上的魔戒並掉進末日火山的熔岩中。火山爆發，兩人爬出末日火山，被甘道夫及巨鷹曼奈多（Meneldor）救起。
魔戒聖戰（War of the Ring）的戰火並沒有波及夏爾，但是薩魯曼（Saruman）為了報仇，佔據了夏爾。佛羅多等哈比人回到夏爾，發動臨水之戰（Battle of Bywater），收復夏爾。此役後，山姆重新栽種被破壞的林木，他利用凱蘭崔爾送給他的魔法寶物使植物迅速成長，又將剩餘的拿到三區分界石（Three-Farthing Stone）處丟棄，使夏爾曆1420年的春天引起廣泛的植物生長。
魔戒聖戰後，山姆迎娶小玫·卡頓（Rosie Cotton），並遷到袋底洞居住。山姆育有13名子女：美貌伊拉諾（Elanor The Fair）、佛羅多（Frodo）、小玫（Rose）、梅里（Merry）、皮聘（Pippin）、金毛（Goldilocks）、哈姆法斯特（Hamfast）、戴西（Daisy）、櫻草花（Primrose）、比爾博（Bilbo）、盧比（Ruby）、羅賓（Robin）及托曼（Tolman）。
當山姆和小玫·卡頓的第一個孩子出生後，便得知佛羅多聯同甘道夫、比爾博·巴金斯及精靈們離開中土世界，前往西方位於海的彼端的阿門洲。佛羅多將袋底洞的所有資產都給了山姆，還有《西境紅皮書》（Red Book of Westmarch）。
第四世紀7年（夏爾曆1427年），山姆當選為夏爾市長，後來連任7次。
妻子小玫·卡頓於第四世紀62年逝世，山姆將紅皮書寄托給女兒伊拉諾，並離開夏爾。山姆自此不曾出現在中土大陸，不過伊拉諾相信山姆前往灰港岸（Grey Havens）乘船西去。作為魔戒持有者，山姆可橫過大海，與佛羅多重逢於海外仙境。

## 創作概念

### 命名
山姆·詹吉取自伯明翰（Birmingham）棉織品的口語，由詹吉敷料（Gamgee Tissue）這名字改成，詹吉敷料是一種兩層脫脂紗布間夾一厚層脫脂棉作成的外科敷料，由十九世紀的伯明翰外科醫生約瑟·桑普森·詹吉發明。在《魔戒》這部書之前，托爾金本來將這名字用在一個居住在英國的男子別名：
「這是一個好奇的人物，經常閒談和逗玩我的兒女，我叫他做詹吉老人（Gaffer Gamgee），詹吉是取自他名字的頭韵，我並非捏造出來的。這名字帶有童年的記憶，這是一個卡通名字。事實上，在我年幼時，這名字是一種棉織品，但我不知道這名字的來歷」（托爾金的信件#257）
1956年3月，托爾金感到相當驚訝，他收到一名叫山姆·詹吉（Sam Gamgee）的人來信，他說到他得知自己的名字出現在《魔戒》，但卻未拜讀該書。托爾金在3月18日回信：
「親愛的詹吉先生，
非常高興收到你的信，當我看到你的簽名時，你可以想像我是多麼的驚訝。我只可以說，我希望我故事中的山姆·詹吉是最英雄的角色，即使他原本很樸野，但很多讀者都喜歡這角色。因此，你認為不會為這個虛構角色的巧合感到不快。」（托爾金的信件）
托爾金還把已簽署的《魔戒》三部曲送給山姆·詹吉。但這事件觸發起托爾金腦海裡的擔憂，他的日記記載：
「有一段時間，我害怕收到簽有咕魯（Gollum）的來信，這會相當困難處理」《托爾金傳記》（Tolkien: A Biography）
在《魔戒》三部曲的附錄中，提及山姆在西方通用語（Westron）中叫Banazîr Galbasi。Banazîr源自「單純」；Galbasi源自村莊名Galabas。Galabas的galab-解作勇敢，而bas-有點相似-wich或-wick。在托爾金的英譯本中，Samwís Gamwich被Samwise Gammidgy取代，後來又成為現今的山姆衛斯·詹吉（Samwise Gamgee）。

### 人物評價
在托爾金的一封信件中稱山姆是最大的英雄。他特別強調山姆對小玫的愛慕。摧毀魔戒的任務也因為山姆才得以完成，他多次拯救佛羅多（如從西力斯昂哥營救佛羅多及攙扶他走上末日火山），並且是其中一個魔戒持有者有能力以自我意念放棄魔戒。小說《魔戒》其中一個重點是佛羅多和山姆的關係。他們之間有強大的友情和信賴，這可體現在山姆曾在西力斯昂哥立誓以死追隨佛羅多。
在托爾金晚年寫給書迷的信中有與早年較不同的看法，說山姆「自以為是，過於自信……他是愚蠢傲慢農夫的么兒……除了對主人忠心耿耿的態度，以及他對佛羅多的愛之外，他對同階層的人卻因某種動機，而有一種輕視的意味」:192。
有托爾金學者視山姆為佛羅多的勤務兵。在英國軍隊中，勤務兵是高級軍官的隨從。第一次世界大戰期間，托爾金亦曾經擁有過勤務兵。山姆的工作與勤務兵相似——他執行差使、造飯、護送佛羅多及攜帶物資。托爾金亦認同這個說法：
「山姆·詹吉確實是1914年戰爭時期英國勤務兵的寫照，他遠比我優越。」（托爾金信件）

## 人物改編

### 電影
雷夫·巴克西（Ralph Bakshi）的1978年卡通版《魔戒》中，山姆的配音者是米高·史高斯（Michael Scholes）。比利·巴提（Billy Barty）是山姆的制作模範，他同時是比爾博和佛羅多的制作模範。
1980年電視卡通版的《王者再臨》，山姆的配音者是羅迪·麥克多維爾（Roddy McDowall）。

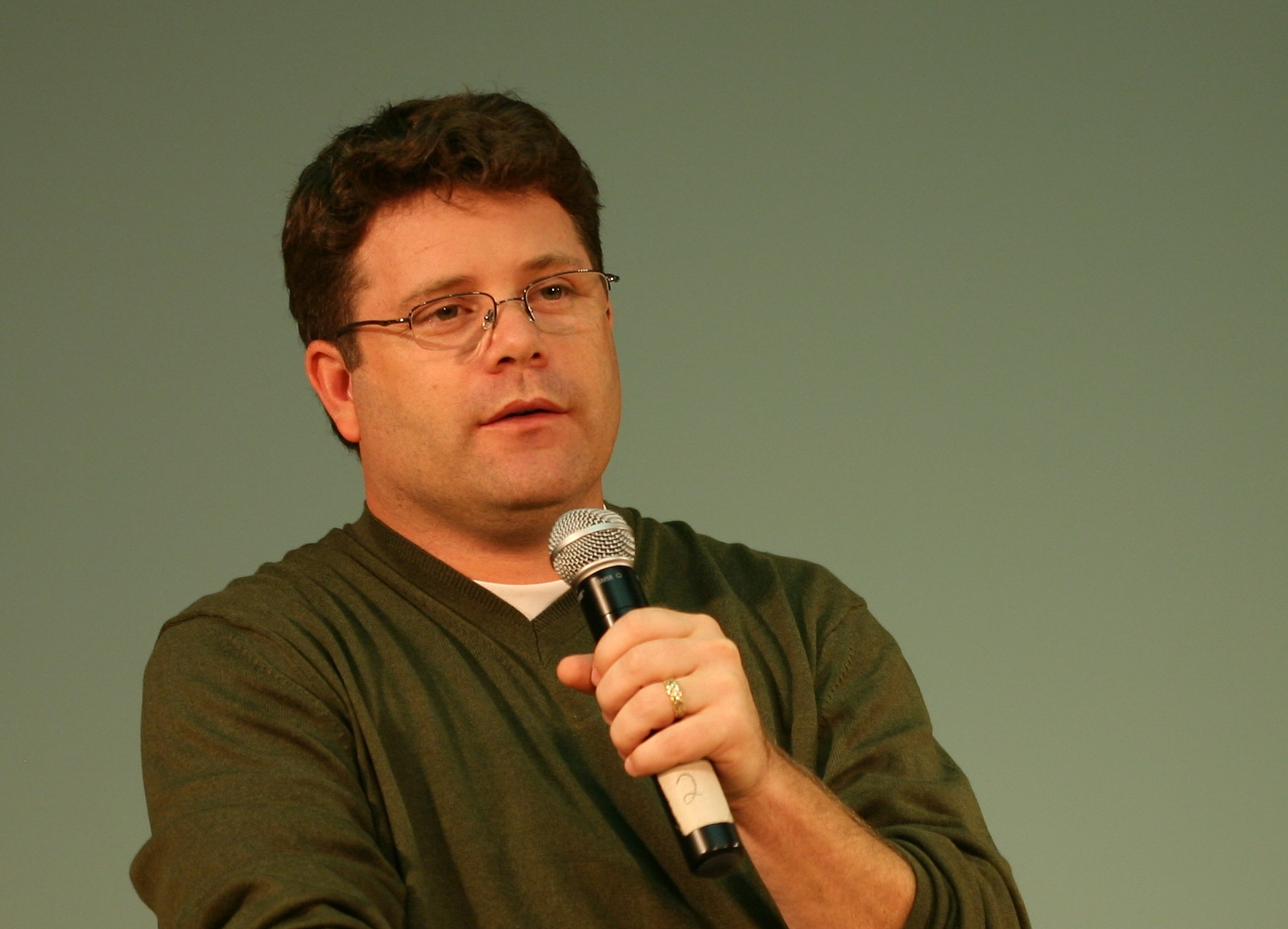
在《魔戒》電影飾演山姆的西恩·艾斯汀。

彼得·杰克逊的魔戒電影系列《魔戒首部曲：魔戒現身》（2001年）、《魔戒二部曲：雙城奇謀》（2002年）及《魔戒三部曲：王者再臨》（2003年）中，飾演山姆的是辛·艾斯丁（Sean Astin）。艾斯丁形容這個角色：「他代表了高貴的品德、純樸和忠心，他是哈比人的代表，甚至願意为了朋友赴湯蹈火、在所不惜」、「他是一個充满田園氣質的人，一個雙手永遠都有泥垢的農夫，他並不是片中最聰明的人，但卻是最誠懇的一個」。

### 舞台劇
加拿大的舞台劇《魔戒》中，彼得·豪（Peter Howe）飾演山姆。美國辛辛那堤（Cincinnati）出品的舞台劇《魔戒首部曲：魔戒現身》（2001年）、《魔戒二部曲：雙城奇謀》（2002年）及《魔戒三部曲：王者再臨》（2003年）中，布萊克·鮑頓飾演山姆。

### 電台
1981年，BBC電台節目《魔戒》中，比爾·奈伊（Bill Nighy）飾演山姆。肖恩·奧斯汀亦欣賞比爾·奈伊的演出，兩人飾演山姆的格調和腔音相似。

## 外部連結
- Samwise Gamgee （页面存档备份，存于） 中土百科全書
- Samwise Gamgee （页面存档备份，存于）在theonering.net上的資料
- 山姆衛斯·詹吉（页面存档备份，存于）在阿爾達百科全書上的條目（英文）

| 前任： 威爾·小腳 | 夏爾市長 山姆·詹吉 | 繼任： 不詳 |